# RoHS

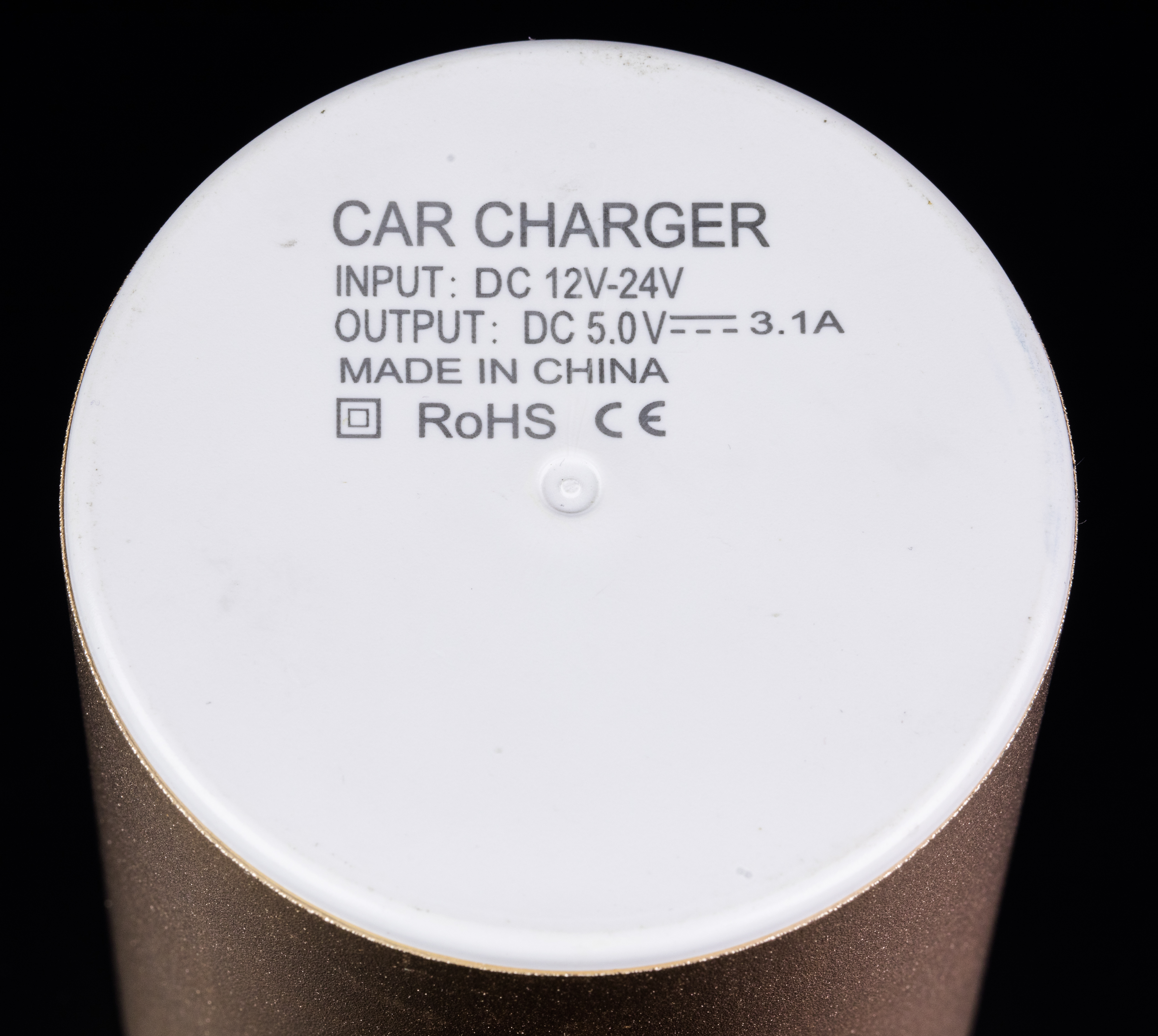
RoHS y marcado CE en un cargador de coche.

RoHS (de las siglas en inglés Restriction of Hazardous Substances) se refiere a la Directiva 2011/65/UE de Restricción de ciertas Sustancias Peligrosas en aparatos eléctricos y electrónicos, adoptada en junio de 2011 por la Unión Europea. La directiva está transpuesta a la legislación española por medio del Real Decreto 219/2013
El 16 de enero de 2023, de acuerdo al Real Decreto 993/2022, entraron en vigor las nuevas medidas RoHS.

## Visión general
La directiva RoHS restringe el uso de seis materiales peligrosos en la fabricación de varios tipos de equipos eléctricos y electrónicos. Está muy relacionada con la directiva de Residuos de Equipos Eléctricos y Electrónicos (WEEE por sus siglas en inglés).

## Historia

### 2006
La directiva RoHS entró en vigor el 1 de julio de 2006.
A menudo se hace mención a RoHS como la directiva "libre de plomo", pero restringe el uso de las siguientes seis sustancias:
- Plomo
- Mercurio
- Cadmio
- Cromo VI (También conocido como cromo hexavalente)
- PBB
- PBDE

PBB y PBDE son sustancias retardantes de las llamas usadas en algunos plásticos.
Las concentraciones máximas fijadas mediante la enmienda 2005/618/CE son:
- 0.1% para plomo, mercurio, cromo VI, PBB y PBDE del peso en materiales homogéneos
- 0.01% para cadmio del peso de material homogéneo.

Esto significa que los límites no se aplican al peso del producto final, o al del componente, sino que a cada sustancia que puede (teóricamente) ser separada mecánicamente, como por ejemplo, el aislante de un cable o el estañado del terminal de un componente.
Por ejemplo, una radio está formada por una caja, tornillos, arandelas, una tarjeta electrónica, altavoces, etc. La tarjeta electrónica está formada por el circuito impreso, circuitos integrados, resistencias, interruptores, etc. El interruptor está formado por su encapsulado, una palanca, un resorte, contactos, etc. El contacto podría estar constituido por una tira de cobre con un recubrimiento.
Todo lo que pueda ser identificado como un material diferente debe satisfacer el límite. De esta forma, si el recubrimiento de la tira de cobre del interruptor fue recubierto con oro con 2300 ppm de cadmio, entonces la radio completa no satisfaría los requerimientos de la directiva.
Las baterías no están incluidas dentro del alcance de RoHS, por lo tanto, las baterías de NiCd están permitidas a pesar del cadmio. Esto se debe a que las baterías se rigen por su propia directiva, 91/157/CEE, relativa a las pilas y acumuladores que contengan determinadas materias peligrosas.
La directiva se aplica a equipos como los definidos por la directiva WEEE. Estos son:
- Electrodomésticos grandes
- Electrodomésticos pequeños
- Equipos de comunicaciones e IT
- Aparatos eléctricos de consumo
- Aparatos de alumbrado, incluidas las bombillas de filamentos
- Herramientas eléctricas y electrónicas
- Juguetes, equipos deportivos y de tiempo libre
- Máquinas expendedoras

No se aplica a plantas y herramientas industriales fijas instaladas permanentemente. Asimismo están exentos los aparatos médicos, los instrumentos de vigilancia y control, incluidos instrumentos de medida y los equipos diseñados expresamente con propósitos militares o espaciales. Hay además un listado de exenciones que puede consultarse en el Anexo de la Directiva, y del Real Decreto, así como 3 enmiendas sobre exenciones, a saber:
- Decisión de la Comisión 2005/717/EC, publicada el 13 de octubre de 2005.
- Decisión de la Comisión 2005/747/EC, publicada el 21 de octubre de 2005.
- Decisión de la Comisión 2006/310/EC, publicada el 21 de abril de 2006.

La RoHS responsabiliza al productor de su cumplimiento y se aplica tanto a productos fabricados en la UE como productos importados.
También hay leyes en China que están tomando efecto (a menudo referidas como "China RoHS"), que tienen restricciones similares. Sin embargo, el gobierno Chino está siendo muy vago acerca de la aplicación y responsabilidad del cumplimiento. También hay algunas dudas sobre la fecha de inicio, pero se presume que es la misma que la de la directiva RoHS de la UE.
Japón no tiene ninguna legislación directamente relacionada con las sustancias RoHS, pero sus leyes de reciclaje han obligado a los fabricantes japoneses a migrar a procesos sin plomo. Estas compañías también han sido proactivas en eliminar otros materiales peligrosos, que hacen, en la práctica, que sus productos cumplan con la directiva RoHS.
Además, California ha adoptado una legislación similar, la cual entró en vigencia el 1 de enero de 2007. La ley de California usa la directiva RoHS de la UE como guía. Éstas, así como otras leyes, hacen que el cumplimiento de la RoHS sea un tema de carácter mundial.

### Análisis de materiales
Para demostrar que un equipo cumple con la directiva RoHS pueden utilizarse varios métodos, según la sustancia a analizar. La técnica más aceptada es EDXRF.
En la energía solar fotovoltaica, por ejemplo, se utiliza comúnmente la aleación SnPbAg en el recubrimiento del cable del bus que interconecta las diferentes células que forman un panel, en un porcentaje de 62/36/2. La ausencia de plomo en la aleación de la soldadura requiere un aumento de la temperatura para realizar la soldadura, incurriendo en un mayor coste energético. Si bien existe la posibilidad de utilizar hilos con recubrimiento de Sn100 (estaño 100%) es necesario un tratamiento adicional para mejorar las características de la soldadura y cualidades del producto, al hilo base de Cu se le deposita una capa de unas pocas micras de Ni que forma un recubrimiento que mejora la fijación al Sn100. La eliminación de la plata en el proceso reduce el coste del alambre, lo que recupera en parte el coste incurrido por el incremento de la energía necesaria para realizar este tipo de soldaduras.

### Críticas
Restringir el contenido de plomo en las soldaduras para electrónica requiere cambios costosos en nuevas herramientas para las líneas de ensamblaje, y recubrimientos distintos para los terminales de las partes electrónicas. Las alternativas para las soldaduras típicamente tienen puntos de fusión más elevados, (hasta 260 °C, en vez de sólo 215 °C), que requiere de materiales distintos para el empaquetamiento de los circuitos integrados y algunos circuitos impresos; el sobrecalentamiento también puede afectar la fiabilidad de algunos semiconductores. Las soldaduras alternativas también son más duras, resultando en la propagación de grietas generadas por fragilidad (en vez de deformación plástica, como lo hace la soldadura Sn-Pb, que es más blanda), esto tiene un impacto negativo en la fiabilidad a largo plazo, y el ciclo de vida del dispositivo. Sin embargo, se ha demostrado que la aleación sin plomo SAC305, con porcentajes Sn96.5Ag3Cu0.5, tiene una fiabilidad igual o mayor que la SnPb mientras no sea sometida a altas tensiones (ambientes de condiciones extremas).